# Patrick Damiani
Patrick Damiani (* 2. August 1977 in Luxemburg-Stadt, Luxemburg) ist ein luxemburgischer Musikproduzent und Musiker. Er hat in der Metal- und Gothic-Szene mit Künstlern wie Carach Angren, Falkenbach, ASP, Umbra et Imago und Sopor Aeternus zusammengearbeitet sowie auf mehreren Studioalben als Musiker und Komponist fungiert.

## Werdegang
Patrick Damiani, gebürtiger Luxemburger, war bis zum 18. Lebensjahr wohnhaft in Esch-sur-Alzette (Luxemburg). Im Alter von 14 Jahren begann er autodidaktisch Gitarre und Schlagzeug zu lernen, später kamen Bass und diverse andere Saiteninstrumente hinzu.
Nach seinem Abitur im Jahre 1996 am Lycée Hubert Clement in Esch-Sur-Alzette, zog er zum Bauingenieur-Studium nach Karlsruhe, wo er sich neben dem Studium bereits mit Homerecording beschäftigte, und nahm 1999 das Album Imperium Grotesque mit seiner Band Vindsval im Psychosound Studio in Karlsruhe auf. Er begann im gleichen Jahr als Assistent im Psychosound Studio in Karlsruhe.
, welches er drei Jahre später übernahm, und in Tidalwave Studio umbenannte. Das Studio befand sich von 2003 bis 2008 in Karlsruhe in der Oststadt, zog aber 2008 nach Karlsdorf-Neuthard um.
Neben der Produzententätigkeit hat Patrick Damiani unter anderem als Dozent für Tontechnik an der Hochschule für Musik Karlsruhe gearbeitet.

## Künstlerisches Schaffen
Als Multiinstrumentalist hat Damiani auf Alben verschiedener Musikstile als Studiomusiker, sowie bei Konzerten als Live-Musiker mitgewirkt:
- Von 2005–2010 als Mitglied der Band Rome[6][7] hat er deren erste fünf Alben produziert, welche bei Coldmeatindustry und Trisol erschienen sind.
- seit 2003 (teilweise unter seinem Künstlernamen Hagalaz[8]) als ständiger Bestandteil des Studioprojektes Falkenbach[9][10]
- als Studiogitarrist und -Bassist von Carach Angren[11][12]
- als Mitbegründer der Band Le Grand Guignol[13] sowie der Band Vindsval[14]
- seit 2010 an allen Veröffentlichungen des Studioprojekts Sopor Aeternus[15][16]
- als Produzent und Studiomusiker von Alexander Sprengs Folk-Projekt Herumor, (Drums, Bass, Gitarren, Backgroundgesang)[17]
- zwischen 2005 und 2010 als Live-Musiker mit ROME und Umbra Et Imago
- als Mandolinist in der Formation Field Commander C.[18]

## Diskografie (Auszug)
| Jahr | Künstler                                 | Titel                              | Art    | Credits                              |
| ---- | ---------------------------------------- | ---------------------------------- | ------ | ------------------------------------ |
| 2022 | L´Âme Immortelle                         | In Tiefem Fall (CD2)               | Album  | Recording/Mix/Instruments            |
| 2022 | DeVicious                                | Black Heart                        | Album  | Recording/Mix                        |
| 2021 | Herumor                                  | Das Reich Des Einhorns             | Single | Recording/Mix/Instruments            |
| 2021 | Umbra Et Imago                           | A New God Is Rising                | Single | Recording/Mix/Instruments            |
| 2021 | Clemens Wijers                           | Worlds II                          | Album  | Recording/Mix/Instruments            |
| 2021 | Scarred                                  | Scarred                            | Album  | Recording/Mix                        |
| 2020 | Sopor Aeternus & The Ensemble of Shadows | Island of the Dead                 | Album  | Recording/Mix/Instruments            |
| 2020 | Ptolemea                                 | Maze                               | EP     | Mix                                  |
| 2020 | DeVicious                                | Phase Three                        | Album  | Recording/Mix                        |
| 2020 | Carach Angren                            | Franckensteina Strataemontanus     | Album  | Recording/Instruments                |
| 2020 | Death of a Dryad                         | Hameln                             | Album  | Recording/Mix                        |
| 2020 | Romuvos                                  | Baltic Crusade                     | Album  | Mix                                  |
| 2020 | Herumor feat. Alexander Spreng           | Eine Liebe nicht weniger tief      | Album  | Production/Instruments/Recording/Mix |
| 2019 | DeVicious                                | Reflections                        | Album  | Recording/Mix                        |
| 2019 | Sopor Aeternus & The Ensemble of Shadows | Death and Flamingos                | Album  | Recording/Mix/Instruments            |
| 2019 | Umbra et Imago                           | Heut Nacht                         | Single | Recording/Mix                        |
| 2018 | Die Kammer                               | Season IV                          | Album  | Mix                                  |
| 2018 | Hekate                                   | Totentanz                          | Album  | Mix                                  |
| 2018 | Nebelhorn                                | Urgewalt                           | Album  | Recording/Instruments/Mix            |
| 2018 | Sopor Aeternus & The Ensemble of Shadows | The Spiral Sacrifice               | Album  | Recording/Mix/Instruments            |
| 2017 | Carach Angren                            | Dance And Laugh Amongst The Rotten | Album  | Recording/Instruments                |
| 2017 | Umbra et Imago                           | Die Unsterblichen II               | Album  | Recording/Mix                        |
| 2016 | Death of a Dryad                         | Blight                             | EP     | Mix                                  |
| 2016 | ASP                                      | Das Kollektiv (Remix Contribution) | Single | Production/Instruments/Recording/Mix |
| 2016 | Die Kammer                               | Season III                         | Album  | Mix                                  |
| 2016 | Har Belex                                | Camino de Brea                     | Album  | Mix                                  |
| 2015 | Bender                                   | Bottomline                         | Album  | Recording/Mix                        |
| 2015 | Carach Angren                            | This Is no Fairytale               | Album  | Recording/Instruments                |
| 2015 | Sopor Aeternus & The Ensemble of Shadows | Angel of the Golden Fountain       | Single | Recording/Mix                        |
| 2015 | Umbra et Imago                           | Die Unsterblichen I                | Album  | Recording/Mix                        |
| 2014 | Borderwars                               | The Present Day                    | Album  | Recording/Mix                        |
| 2014 | Death of a Dryad                         | Death of Dryad                     | Album  | Mix                                  |
| 2014 | Har Belex                                | Chandelle                          | Album  | Mix                                  |
| 2014 | Sopor Aeternus & The Ensemble of Shadows | Mitternacht                        | Album  | Recording/Mix                        |
| 2013 | ASP                                      | Maskenhaft (Remix Contribution)    | Single | Production/Instruments/Recording/Mix |
| 2013 | Falkenbach                               | Asa                                | Album  | Production/Instruments/Recording/Mix |
| 2013 | Sopor Aeternus & The Ensemble of Shadows | Poetica                            | Album  | Recording/Mix                        |
| 2012 | Carach Angren                            | Where The Corpses Sink Forever     | Album  | Recording/Mix/Instruments            |
| 2012 | L´Ame Immortelle                         | Momente                            | Album  | Production/Instruments/Recording/Mix |
| 2012 | L´Ame Immortelle                         | Fragmente                          | Album  | Production/Instruments/Recording/Mix |
| 2011 | Falkenbach                               | Tiurida                            | Album  | Production/Instruments/Recording/Mix |
| 2011 | Hekate                                   | Die Welt Der Dunklen Gärten        | Album  | Mix                                  |
| 2011 | Sopor Aeternus & The Ensemble of Shadows | Children of the Corn               | Album  | Recording/Mix                        |
| 2011 | Sopor Aeternus & The Ensemble of Shadows | Have You Seen This Ghost           | Album  | Recording/Mix                        |
| 2011 | Umbra et Imago                           | Davon geht die Welt nicht unter    | Single | Recording/Mix                        |
| 2010 | Carach Angren                            | Death Came Through a Phantomship   | Album  | Recording/Mix/Instruments            |
| 2010 | Rome                                     | Nos Chants Perdus                  | Album  | Production/Instruments/Recording/Mix |
| 2010 | Rome                                     | L´Assassin                         | EP     | Production/Instruments/Recording/Mix |
| 2010 | Sopor Aeternus & The Ensemble of Shadows | A Strange Thing 2 Say              | EP     | Recording/Mix                        |
| 2009 | Rome                                     | Flowers From Exile                 | Album  | Production/Instruments/Recording/Mix |
| 2009 | Rome                                     | To Die Among Strangers             | EP     | Production/Instruments/Recording/Mix |
| 2009 | Samsas Traum                             | GBDC / Sonnentag                   | Single | Mix                                  |
| 2009 | Scarred                                  | New Filth Order                    | Album  | Recording/Mix                        |
| 2008 | Carach Angren                            | Lammendam                          | Album  | Recording/Mix/Instruments            |
| 2008 | Rime                                     | Masse Mensch Material              | Album  | Production/Instruments/Recording/Mix |
| 2007 | Le Grand Guignol                         | The Great Maddening                | Album  | Production/Instruments/Recording/Mix |
| 2007 | Rome                                     | Confessions d´un voleur d´âmes     | Album  | Production/Instruments/Recording/Mix |
| 2006 | ROME                                     | Nera                               | Album  | Recording/Mix                        |
| 2006 | ROME                                     | Berlin                             | EP     | Recording/Mix                        |
| 2005 | Falkenbach                               | Heralding the Fireblade            | Album  | Production/Instruments/Recording/Mix |
| 2004 | Secrets of the Moon                      | Carved In Stigmata Wounds          | Album  | Recording/Mix                        |
| 2003 | Falkenbach                               | Ok Nefna Tysvar Ty                 | Album  | Recording/Mix                        |
| 2001 | Desdemonia                               | Paralyzed                          | Album  | Recording/Mix                        |
| 1999 | Vindsval                                 | Imperium Grotesque                 | Album  | Instruments                          |